# Hanna Brack
Hanna Brack (* 14. September 1873 in Zofingen; † 19. Januar 1955 in Frauenfeld) war eine Schweizer Lehrerin. Sie war die erste Sekundarlehrerin im Kanton Thurgau, Autorin und Mitherausgeberin der Schweizerischen Lehrerinnenzeitung, langjährige Präsidentin des Thurgauischen Lehrerinnenvereins sowie Präsidentin der Kommission für die Thurgauische Zentralstelle für weibliche Berufsberatung.

## Leben
Julia Hanna Brack wuchs mit sechs Geschwistern sowie Pfleglingen der Taubstummenanstalt Zofingen auf. Die Anstalt wurde zu dieser Zeit von ihrem Vater Johann Ulrich Brack (1838–1910) geleitet und zusammen mit der Mutter geführt. Im Lehrerinnenseminar Aarau absolvierte Hanna Brack die Ausbildung zur Lehrerin. Im Anschluss studierte sie in Genf und Zürich und schloss mit der Prüfung zur Sekundarlehrerin im Jahr 1896 ab. Ihre erste Anstellung trat sie am Mädcheninstitut Jalta in Zürich an. 1903 wurde sie von Dr. Elias Haffter angefragt, ob sie sich getrauen würde, als erste Sekundarlehrerin im Thurgau an der Mädchensekundarschule in Frauenfeld (Promenadenschulhaus) zu unterrichten. Trotz «lebhafter» Opposition seitens Schulvorsteherschaft wurde Hanna Brack 1903 provisorisch und 1905 schliesslich definitiv für die Fächer Deutsch, Geschichte und Französisch eingestellt. Zumindest zu Beginn ihrer Lehrtätigkeit verdiente sie nicht den gleichen Lohn wie ihre männlichen Kollegen. Noch nach ihrer Pensionierung 1933 erteilte sie bis 1950 gelegentlich Unterricht in Hauswirtschaft für das freiwillige 9. Schuljahr. Vielen Generationen junger Frauen blieb die engagierte Lehrerin in bester Erinnerung.
Von 1941 bis 1952 war Hanna Brack Mitglied der Redaktionskommission des Schweizerischen Lehrerinnenvereins.
Hanna Brack bewegte sich in Frauenfeld in gehobenen Kreisen. Sie war befreundet mit vielen anderen ledigen Frauen wie Olga Mötteli, Elsa Tanner, Anna Häberlin oder Anna Walder.
Nach kurzer Krankheit verstarb Hanna Brack im Alter von 81 Jahren. Sie hinterliess keine Nachkommen.

## Schriften
- Von zukünftigen Aufgaben: Eine Wegleitung für Mädchen zu ernstem und fröhlichem Schaffen. Erlenbach-Zürich 1925.[4]
- Der hauswirtschaftliche Unterricht und die Sekundarschule: Referat gehalten an der Sek.-Lehrer-Konferenz Kreuzlingen, 1. Dezember 1928. Thurgauer Tagblatt, Weinfelden 1928.[5]
- 10 Jahre Bund thurgauischer Frauenvereine, 1926–1936. Frauenfeld 1936.[6]
- Lebensweisheit und Wahrheitsgehalt im Märchen. Bern 1941.[7]
- Das Leben ruft – bist du gerüstet? Bern 1942.[8]
- Was machen Mädchen in ihrer Freizeit? Zürich 1944.[9]
- Ich hab' die Heimat lieb! Beispiele aus dem „staatsbürgerlichen Unterricht“ an einer Mädchenklasse. Bern 1944.[10]
- 25 Jahre Bund Thurgauischer Frauen-Vereine, 1926–1951. Frauenfeld 1951.[11]